# Эль Рубиус
El Rubius (Эль Рубиус;  настоящее имя Рубен Доблас Гандерсен (исп. Rubén Doblas Gundersen); род. 13 февраля 1990, Михас, Испания) — популярный испанский видеоблогер, создатель канала «elrubiusOMG» на YouTube. На данный момент его канал имеет с более чем 40 миллионами подписчиков, на котором более 7 миллиардов просмотров. Это делает его вторым по популярности каналом на испанском языке и самым популярным каналом в Испании.

## Биография
Рубен родился в испанском городке Михас в феврале 1990 года. Отец — испанец, мама — норвежка. Из-за дальнейшего развода родителей, Рубен большую часть детства провёл в городе Берген, Норвегия. Повзрослевший Рубен возвращается обратно в Испанию, начиная изучать анимацию из 3D-моделирование.

## Карьера на YouTube
В апреле 2006 года Рубен создаёт аккаунт на YouTube, назвав его «elrubius». Свою YouTube-деятельность Рубен начинает в 2008 году, загружая на канал летсплеи по игре «GTA IV». Однако из-за того, что этот канал получил страйк, Рубен не смог подключить к каналу партнёрскую сеть. Поэтому в начале 2011 года он создаёт новый канал.
Основная популярность Рубена пришла к нему после выхода летсплеев по игре «The Elder Scrolls V: Skyrim». Позже он опубликовал видео о нём на сайте «Chatroulette», которые также помогли ему в популярности.
В ноябре 2012 года Рубен стал самым подписанным испанским каналом, обогнав блогера Willyrex. В феврале 2013 года его канал достиг миллиона, а уже 2 года спустя он стал первым ютубером из Испании, который достиг 10 000 000 подписчиков. В качестве награды за этот результат осенью 2015 года YouTube прислал ему Бриллиантовую кнопку.
Принимал участие в съёмках YouTube Rewind 2015 и YouTube Rewind 2016.

### Формат канала
Контент Рубена состоит в основном из летсплеев, но несмотря на это, он также публикует влоги, челленджи, ответы на вопросы и скетчи.